# Susanne Raab

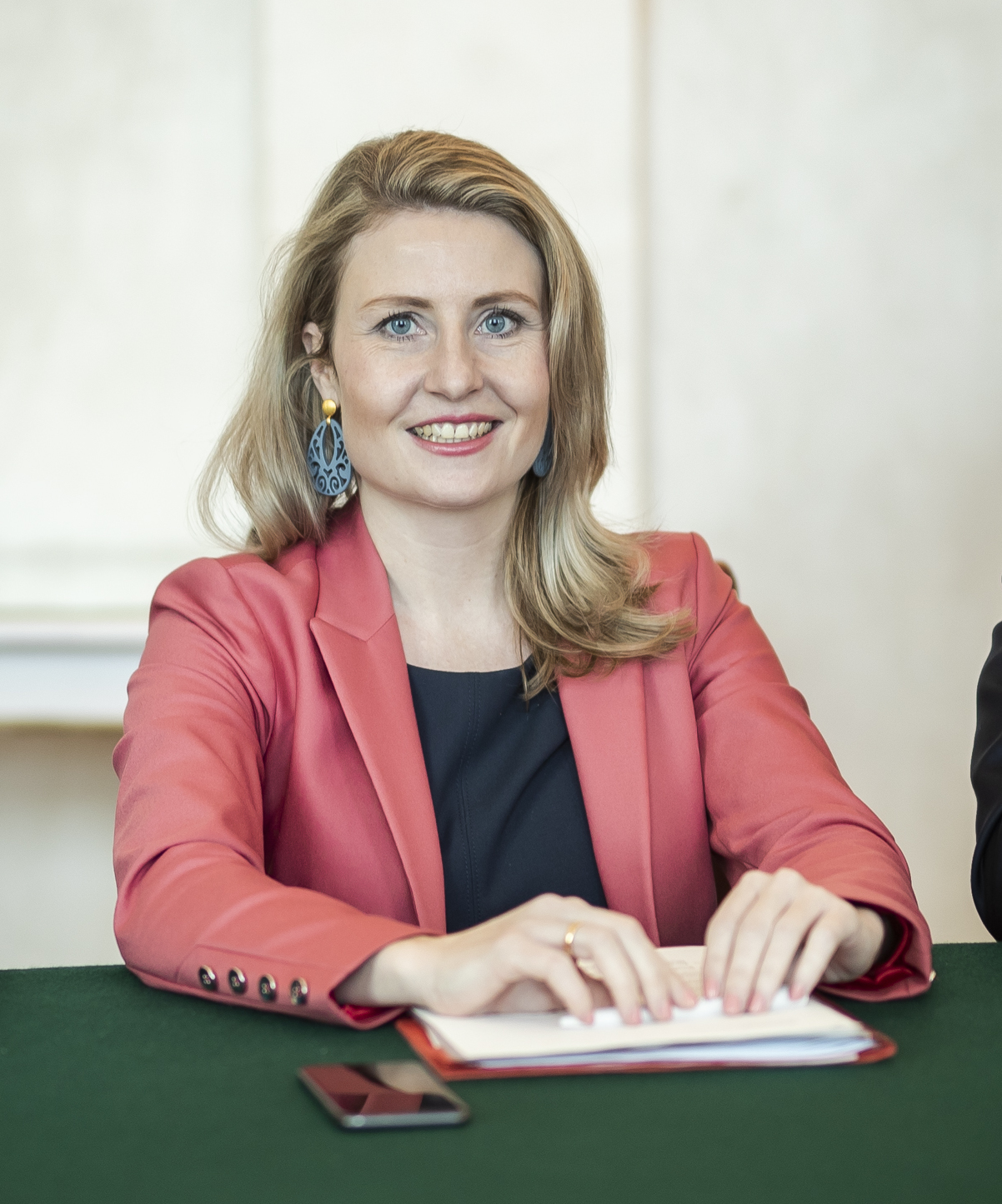
Susanne Raab (2020)

Susanne Raab (* 20. Oktober 1984 in Vöcklabruck als Susanne Knasmüller) ist eine österreichische Juristin, ehemalige Spitzenbeamtin und Politikerin (ÖVP). Ab dem 7. Jänner 2020 war sie Bundesministerin in der Bundesregierung Kurz II beziehungsweise Bundesregierung Schallenberg und Bundesregierung Nehammer. Am 8. Jänner 2020 wurden ihr als Bundesministerin im Bundeskanzleramt die Agenden „Frauen“ und „Gleichstellung“ übertragen und am 29. Jänner 2020 zusätzlich die „Integration“. Nach dem Rücktritt von Ministerin Christine Aschbacher übernahm Raab am 1. Februar 2021 aus deren Ressort die Agenden „Familie“ und „Jugend“. Aufgrund einer Karenz übernahm Ministerin Karoline Edtstadler im Sommer 2021 das Ministerium von Mitte Juni bis Anfang September 2021. Am 7. Jänner 2025 kündigte Raab ihren Rückzug aus der Bundespolitik und als Ministerin an, um sich als Generaldirektorin für das ICMPD zu bewerben. Seit der Angelobung der neuen Bundesregierung am 3. März 2025 gehört sie nicht mehr der Bundesregierung an, ist aber weiterhin Abgeordnete zum Nationalrat. Am 5. Juni 2025 wurde sie in Stockholm zur neuen Generaldirektorin des ICMPD gewählt und designiert.

## Leben

### Ausbildung
Raab ist in Vöcklabruck in Oberösterreich geboren und in Ampflwang im Hausruckwald aufgewachsen.
Von 2003 bis 2009 absolvierte Susanne Raab die Diplomstudien der Psychologie und der Rechtswissenschaften an der Universität Innsbruck. Während ihrer Schul- und Studienzeit absolvierte sie mehrere Auslandsaufenthalte und war in verschiedenen Vorstandsfunktionen bei ehrenamtlichen Organisationen engagiert, wie der Schülerunion und European Law Students Association. Sie war auch Schulsprecherin. Im November 2010 schloss sie das Doktoratsstudium der Rechtswissenschaften mit einer Dissertation über Schadenersatzklagen im österreichischen Kartellrecht an der Universität Innsbruck ab.

### Berufliche Laufbahn
Bereits während ihres Doktoratsstudiums war Susanne Raab als Universitätsassistentin am Institut für Zivilrecht mit Schwerpunkt Europäisches Privatrecht an der Universität Innsbruck tätig. Anschließend wechselte sie als Referentin für die Bereiche Asyl, Fremdenrecht und Betreuung ins Bundesministerium für Inneres, wobei sie weiterhin noch über Jahre als wissenschaftliche Mitarbeiterin in der Forschung am Institut für Öffentliches Recht der Universität Salzburg mitwirkte.
Ab November 2011 leitete sie als Referats- und später als Abteilungsleiterin die Integrationskoordination im Bundesministerium für Inneres, welche ab März 2014 in das Bundesministerium für Europa, Integration und Äußeres (BMEIA) eingegliedert wurde. In dieser Zeit lernte sie auch Sebastian Kurz kennen, der zuvor Staatssekretär für Integration im Bundesministerium für Inneres und anschließend BMEIA gewesen war. Ab August 2017 war sie in diesem Ministerium Leiterin der Sektion Integration und somit die jüngste Sektionschefin Österreichs.
Susanne Raab war als nebenberufliche Lektorin an der Donau-Universität Krems tätig und veröffentlichte bereits zahlreiche Publikationen zum Fremden- und Asylrecht, Sicherheitspolizeirecht und zum Migrations- und Integrationswesen.
Mit 1. Jänner 2026 wird Raab ihr neues Amt als Generaldirektorin der Migrationsorganisation ICMPD antreten.

### Politik
Im Zuge der Regierungsbildung 2019 wurde bestätigt, dass sie von der ÖVP als Integrationsministerin in die Bundesregierung Kurz II kommen soll. Am 7. Jänner 2020 wurde sie von Bundespräsident Alexander Van der Bellen als Bundesministerin ohne Portefeuille in der Regierung Kurz II angelobt. Seit 8. Jänner 2020 ist sie Bundesministerin im Bundeskanzleramt (Kanzleramtsministerin) mit Zuständigkeit für Frauen und Gleichstellung, Volksgruppen und Kultus („Frauenministerin“). Am 29. Jänner 2020 wurden ihr zusätzlich die aus dem Außenministerium in das Bundeskanzleramt übertragenen Agenden der Integration zugeschlagen („Integrationsministerin“). Damit war Raab Bundesministerin für Frauen und Integration im Bundeskanzleramt, vereinfachend wird der Zusatz im Bundeskanzleramt auch weggelassen. Von 1. Februar 2021 bis 3. März 2025 war Susanne Raab Bundesministerin für Frauen, Familie, Jugend und Integration im Bundeskanzleramt.
Am 14. Jänner 2020 bezeichnete Raab im Ö1-Morgenjournal nach dem schon geplanten Kopftuchverbot für Mädchen bis zu vierzehn Jahren ein solches auch für Lehrerinnen an öffentlichen Schulen als „möglichen nächsten Schritt“ und ortete „in der türkis-grünen Regierung diesbezüglich einen ‚breiten Konsens‘.“ Während sie von ihrem Parteikollegen und Bundeskanzler Kurz dafür Rückendeckung bekam, dementierte Vizekanzler Kogler, dass es dazu kommen könnte, und merkte an, dass sein Nachdenken bis dahin dazu geführt hat, „dass wir hier einen Dissens hätten“, „ein Kopftuchverbot für Lehrerinnen sei ‚nicht vorstellbar‘“.
In Kritik geraten ist Raab auch damit, dass sie sich als Frauenministerin in einem Ö1-Interview gegen das „Label“ verwehrte, eine Feministin zu sein, ebenso wie ihre Aussage in einem Interview mit der Zeitung Heute, wonach sie „glücklicherweise, […] noch nie persönlich Sexismus am Arbeitsplatz erlebt“ habe.
Raab legt einen besonderen Fokus auf den Gewaltschutz von Frauen. Während des coronabedingten Lockdowns im Frühjahr 2020 schnürte sie gemeinsam mit Justizministerin Alma Zadić vorzeitig ein Maßnahmenpaket, um dem befürchteten Anstieg der Fälle von häuslicher Gewalt entgegenzuwirken. Im Zuge der Budgetverhandlungen 2020 ist es Raab gelungen, die größte Erhöhung des Frauenbudgets seit 2010 sicherzustellen. Auch für das Jahr 2021 konnte eine deutliche Aufstockung erreicht werden, damit hat sich das Frauenbudget seit dem Amtsantritt von Raab um insgesamt 43 Prozent erhöht.
Als Integrationsministerin kündigte Raab 2020 an, die seit 2017 verpflichtenden Werte- und Orientierungskurse deutlich auszubauen, so wie es auch im aktuellen Regierungsprogramm stehe. Nachdem seit 2017 bereits 35.000 Asylberechtigte und Menschen mit subsidiären Bleiberecht solche Kurse besucht hätten, würden diese im Rahmen der Aufstockung des Integrationsbudgets ausgebaut. Weitere Schwerpunkte ihrer Arbeit im Integrationsbereich seien der Kampf gegen Antisemitismus, die Vermittlung von Flüchtlingen zum ehrenamtlichen Engagement, die Stärkung von Frauen mit Migrationshintergrund, Elternkurse sowie die Bekämpfung von Extremismus durch die Dokumentationsstelle zum politischen Islam.
Im Juli 2020 präsentierte Raab die Dokumentationsstelle Politischer Islam. Diese Stelle ist ein unabhängiger Fonds der Republik und widmet sich der wissenschaftlichen Erforschung, Dokumentation und Information des religiös motivierten Extremismus sowie entsprechender Vereinsstrukturen. Die Dokumentationsstelle richte sich keinesfalls gegen die Religion an sich, sondern gegen gefährliche Netzwerke, die unter dem Deckmantel der Religionsfreiheit agieren, so Raab.
Angesichts der tagelangen Unruhen durch türkische Nationalisten im Juni 2020 in Wien-Favoriten präsentierte Raab auch einen 5-Punkte-Plan gegen Parallelgesellschaften. Österreich dürfe kein Austragungsort für derartige türkische Konflikte werden und Parallelgesellschaften nicht zulassen, betont Raab.
Als Ministerin ist Raab auch für die Volksgruppen zuständig. Anlässlich des 100. Jahrestages der Kärntner Volksabstimmung wurde im Ministerrat die Verdopplung der Volksgruppenförderung auf acht Millionen Euro beschlossen. Für Raab ist die Erhöhung „ein Meilenstein in der Volksgruppenpolitik“ und „ein starkes Signal der Bundesregierung, welch hohen Stellenwert wir den Volksgruppen in Österreich einräumen“.
Im Jänner 2022 sah sich Raab mit dem Vorwurf des Plagiatsgutachters Stefan Weber konfrontiert, in einer ihrer wissenschaftlichen Abschlussarbeiten plagiiert zu haben. Raab bestritt dies. Im September 2023 gab die Universität Innsbruck bekannt, das Plagiatsverfahren eingestellt zu haben, ohne nähere Angaben zu Gutachten zu machen.
Am 7. Jänner 2025 gab Raab bekannt, die Politik zu verlassen, um sich als Generaldirektorin für die europäische Migrationsorganisation ICMPD zu bewerben. Am 5. Juni 2025 wurde sie von der Mehrheit der 21 Mitgliedsstaaten zur neuen Generaldirektorin gewählt, sie tritt ihr neues Amt mit 1. Jänner 2026 an und folgt damit Michael Spindelegger nach, der in den Ruhestand tritt.

### Privates
Raab ist seit 2017 verheiratet und lebt in Himberg in Niederösterreich. Im Juli 2021 wurde sie Mutter eines Sohnes und wurde deshalb als Bundesministerin in den Sommermonaten von Ministerin Karoline Edtstadler vertreten. Ihre Schwester Isolde Perndl ist die Geschäftsführerin der FH Oberösterreich.

## Ehrungen und Auszeichnungen
- 2025: Großes Goldenes Ehrenzeichen am Bande für Verdienste um die Republik Österreich[36][37]

## Werke
- Knasmüller, Susanne. Private Schadenersatzklagen im Kartellrecht: österreichische Rechtspraxis und zukünftige Entwicklung. Hochschulschrift, Universität Innsbruck, 2010.
- Knasmüller, Susanne. Einstellungsstrukturen und Lebensbedeutungen ehrenamtlicher Mitarbeiter. Hochschulschrift, Universität Innsbruck, 2009.
- Knasmüller, Susanne. Die Verwaltung als Organisation: verwaltungspsychologische und verwaltungswissenschaftliche Dimensionen. Hochschulschrift, Universität Innsbruck, 2008.